# Lorenzo Ricque
Lorenzo Ricque, né le 11 juin 1999 à Nantes, est un athlète français.

## Carrière
Lorenzo Ricque est sacré champion de France du 400 mètres en salle en 2020 à Liévin.